# Korombana
Korombana è un comune rurale del Mali facente parte del circondario di Mopti, nella regione omonima.
Il comune è composto da 32 nuclei abitati:
- Ankoye
- Bagui
- Boukourinté-Ouro
- Boukourinté-Saré
- Deguédegué
- Dimango
- Doko
- Dofina
- Fanabougou
- Fansaré
- Goby
- Gouloumbo
- Kalifaré
- Kéra
- Kérétogo
- Korientzé (centro principale)

- M'Bessena
- Mandié
- Mareciré
- Moussocouraré
- N'Dissoré
- N'Gorodia
- Noradji
- Oualo
- Sangui
- Sareféré-Dofina
- Sitty
- Sounteye
- Tangou
- Tiécouraré
- Tougouna-Sakère
- Wangala